# Paul Grüninger
Paul Grüninger, né le 27 octobre 1891 à Saint-Gall en Suisse et mort le 22 février 1972 dans la même ville, était un instituteur, footballeur, puis commandant de la police cantonale du canton de St-Gall.
C'est à ce poste qu'il s'est engagé personnellement pour sauver des centaines de réfugiés juifs du renvoi en Autriche. Cette action lui a valu d'être démis de ses fonctions (1939) et condamné (1940), avant d'être élevé au rang de Juste parmi les nations (1971) et réhabilité (1995),.

## Biographie

### Jeunesse et formation
Paul Grüninger naît dans un milieu modeste. Son père est maître tapissier, avant de se reconvertir en marchand de cigares. Grüninger suit l’école normale à Rorschach entre 1907 et 1911, il exercera comme instituteur dans son canton, à Räfis près de Buchs puis à Au. Durant sa jeunesse, il pratique également le football, dans l'équipe locale SC Brühl Saint-Gall. Lors de la saison 1914-1915, il remporte avec son club le titre de champion de Suisse. 

### Carrière dans la police
Bientôt Grüninger quitte l'enseignement pour s'engager dans la police cantonale saint-galloise. En 1919, il est nommé lieutenant, puis en 1925 capitaine, ce qui fait de lui le commandant de la police cantonale de Saint-Gall.

### Engagement envers les réfugiés juifs
En  1938, après l'Anschluss, l'annexion de l'Autriche par l'Allemagne, et après la décision par le Conseil fédéral de fermer (le 19 août) les frontières de la Suisse, Grüninger fournit des papiers avec de fausses données à des réfugiés juifs fuyant le nazisme, leur permettant ainsi d’entrer dans le pays. Les estimations du nombre de personnes aidées oscillent entre plusieurs centaines et plus de trois mille — 3 600 selon le mémorial de Yad Vashem. 
Il est bientôt suspendu de son poste par le gouvernement cantonal (arrêtés des 31 mars et 12 mai 1939), puis révoqué sur-le-champ et condamné en 1940 par le tribunal du district de Saint-Gall pour manquement aux devoirs de sa charge et falsification de documents. Privé de retraite, il gagne chichement sa vie comme représentant de commerce et comme instituteur remplaçant.

### Reconnaissance de son action
Comme dans le cas de Carl Lutz, Paul Grüninger n'est pas honoré dans son pays avant les années 1970. Il n'est « réhabilité » qu'en 1995, par le tribunal du district de Saint-Gall (reconnaissant l'état de nécessité à titre posthume), un quart de siècle après sa mort. Sa réhabilitation en Suisse remonte à l'association Justice pour Paul Grüninger, fondée en 1991 par Paul Rechsteiner, Stefan Keller et Hans Fässler entre autres.
Il reçoit le titre de Juste parmi les nations le 20 avril 1971, un peu moins d'un an avant sa mort.
Il est cité comme un exemple suisse de désobéissance civile en faveur des droits de l'homme.

## Hommages

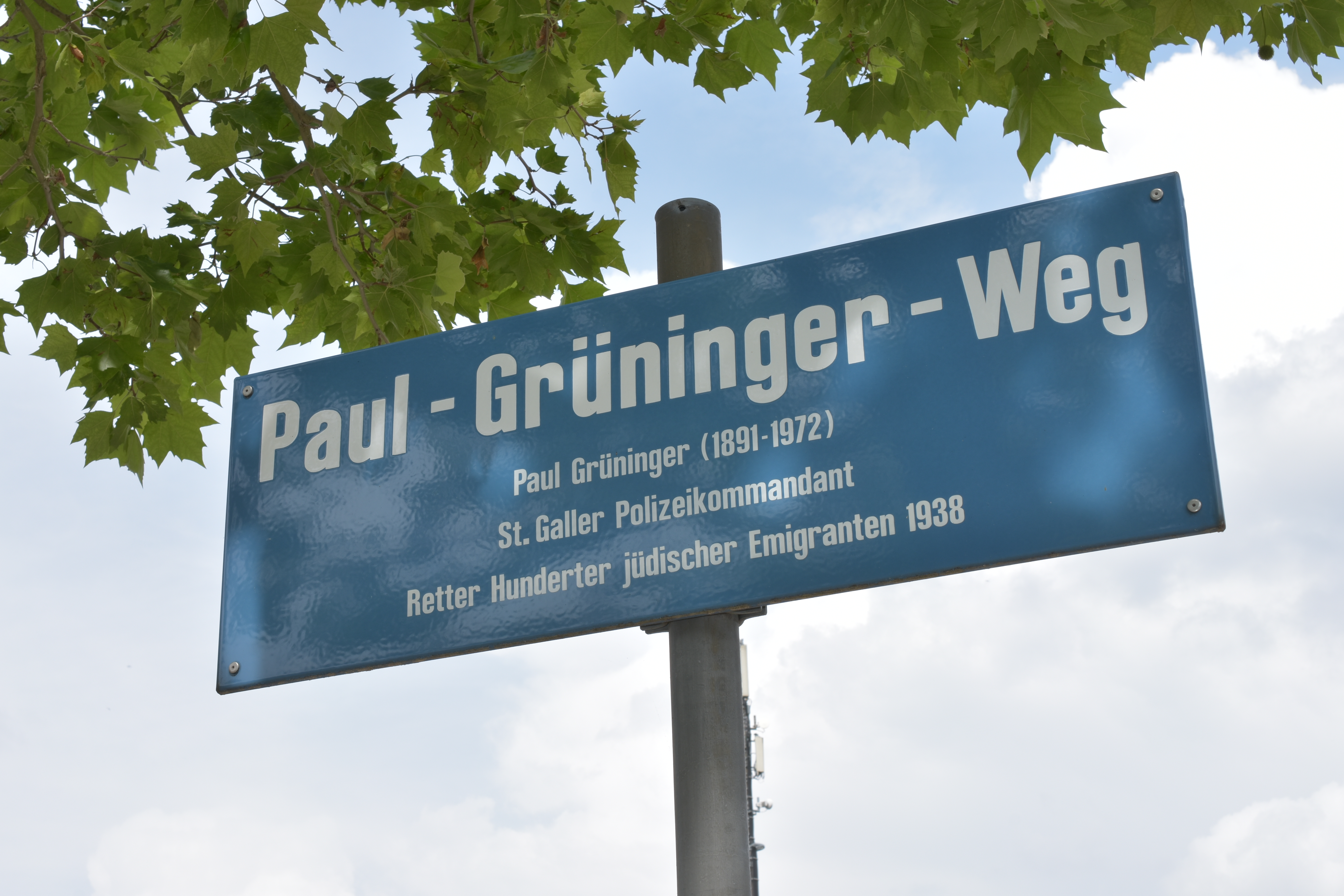
Chemin Paul Grüninger à Oerlikon.

Plusieurs lieux portent le nom de Paul Grüninger.
- Plusieurs villes ont une rue ou une place Paul Grüninger : Saint-Gall, Oerlikon, Stuttgart et, en Israël, Jérusalem, Kiryat Ono et Rishon LeZion.
- À Vienne, en 1996, s'est ouverte une école Paul Grüninger (de).
- Le stade du club de sport de Saint-Gall : Paul-Grüninger-Stadion (de).

Un prix récompensant une action humanitaire porte son nom.

### Filmographie
- Alain Gsponer, Paul Grüninger, le Juste, 2013.